# آرزوا
آرزوا (به اسپانیایی: Arzúa) یکی از دهستان‌های اسپانیا است.

## خصوصیات
آرزوا ۱۵۵٫۸۹ کیلومترمربع مساحت و ۶٬۳۱۵ نفر جمعیت دارد.